# Autostrada A17 (Niemcy)
Autostrada A17 (niem. Bundesautobahn 17 (BAB 17) także Autobahn 17 (A17)) – autostrada w Niemczech przebiegająca od Drezna (A4) w kierunku granicy z Czechami i dalej do Pragi (D8). Powstała w ramach programu DEGES (Deutsche Einheit Fernstraßenplanungs- und -bau GmbH) mającego na celu rozwinięcie infrastruktury drogowej byłej NRD. Stanowi część międzynarodowego szlaku E55.

Od dnia 21 grudnia 2006 autostrada jest eksploatowana na całej długości. Uruchamiana była w następującej kolejności:
- 8 października 2001 oddano odcinek Dresden-West–Dresden-Gorbitz (3,6 km)
- 22 grudnia 2004 oddano odcinek Dresden-Gorbitz–Dresden-Südvorstadt (8,8 km)
- 25 października 2004 oddano odcinek Dresden-Südvorstadt–Dresden-Prohlis (3 km)
- 22 lipca 2005 oddano odcinek Dresden-Prohlis–Pirna (9,9 km)
- 21 grudnia 2006 oddano odcinek Pirna–granica z Czechami (19,45 km).